# Madeleine Malonga
Madeleine Malonga (Soisy-sous-Montmorency, 25 de dezembro de 1993) é uma judoca francesa, campeã olímpica.

## Carreira
Malonga esteve nos Jogos Olímpicos de Verão de 2020 em Tóquio, onde participou do confronto de peso meio-pesado, conquistando a medalha de prata em disputa contra a japonesa Shori Hamada. Além disso, compôs o grupo francês campeão olímpico detentor da medalha de ouro na disputa por equipes.